# حدائق الأمطار

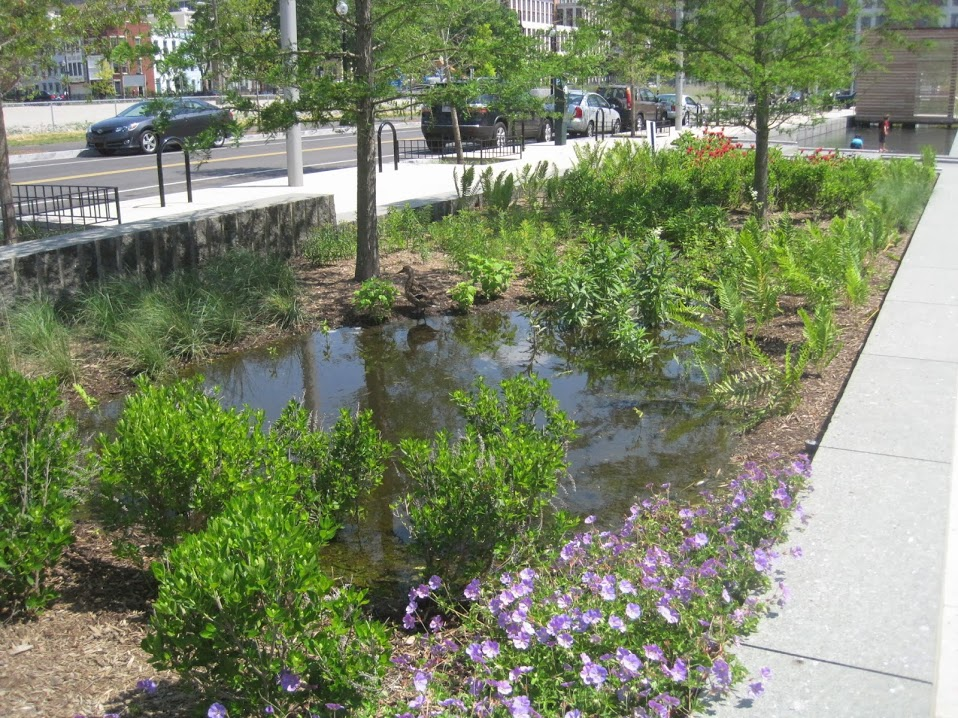

تعتبر حدائق الأمطار، والتي تسمى أيضا مرافق الاستبقاء الحيوي، واحدة من مجموعة متنوعة من التطبيقات المصممة لمعالجة جريان مياه الأمطار الملوثة. تعتبر حدائق الأمطار منطقة منخفضة مصممة  لتخزين المياه الجارية من المناطق الحضرية المعرضة للخطر، مثل أسطح المنازل وممرات المترو وممرات وقوف السيارات. تعتمد حدائق الأمطار عادة على النباتات ووسائط تربة مهندسة لتلطيف مياه الأمطار عندما تمتص وتنقي الملوثات المنقولة في جريان مياه الصرف الحضري.
ويمكن لحدائق الأمطار أن تحسن نوعية المياه في المسطحات المائية القريبة وتساعد في تغذية المياه الجوفية. إذ يرشح الماء عبر طبقات من وسط التربة قبل الدخول إلى نظام المياه الجوفية. ويمكن لحدائق الأمطار أن تحد من كمية جريان المياه الملوثة التي تدخل نظام الصرف، والتي تصرف مباشرة إلى المياه السطحية مما يؤدي إلى تآكل وتلوث المياه والفيضانات.
وتتضمن مستحضرات حديقة الأمطار عادة الغطاء النباتي الحجري للأراضي الرطبة مثل الزهور البرية والحمامات والسحارات والسراخس والحشائش والأشجار الصغيرة. وتأخذ هذه النباتات العناصر الغذائية والماء التي تتدفق إلى حديقة المطر، وتطلق بخار الماء عائدا إلى الغلاف الجوي من خلال عملية النتح. تخلق الجذور العميقة للنبات قنوات إضافية لتصفية المياه إلى الأرض. فالنظم الجذرية تعزز التسلل، وتوفر إعادة توزيع الرطوبة، وتساعد الميكروبات على تفكيك المركبات العضوية (بما في ذلك بعض الملوثات) وإزالة النيتروجين.

## استعادة دورة المياه
وفي المناطق المتقدمة، تمتلئ المنخفضات الطبيعية بمياه الأمطار. وكثيرا ما يكون سطح الأرض مستويا أو معبدا. ومن ثم تتجه مياه العواصف والأمطار إلى نظام الصرف المصمم لاستيعاب مياه الصرف الصحي ومياه الأمطار، وتتسبب غالبا في حدوث تدفقات مفرطة أو تسمم أو تآكل أو الفيضان.
أيضاً فمياه الأمطار والعواصف الجارية تعتبر مصدرًا لمجموعة متنوعة من الملوثات التي تُجرف من الأسطح الصلبة أو الملتصقة أثناء المطر. وتشمل هذه الملوثات المركبات العضوية المتطايرة ومبيدات الآفات ومبيدات الأعشاب والهيدروكربونات، صممت حدائق الأمطار لاستخلاص التدفق الأولي لمياه العواصف والحد من تراكم السموم التي تتدفق مباشرة إلى المجاري المائية الطبيعية من خلال الترشيح الأرضي. وتقلل من استهلاك الطاقة. فعلى سبيل المثال، «تتجاوز القدرة التخزينية التراكمية لهذه الحدائق المطيرة نظام مياه الأمطار التقليدية بعشرة أضعاف» وتقوم المؤسسة الوطنية للعلوم ووكالة حماية البيئة التابعة للولايات المتحدة وعدد من المؤسسات البحثية حاليا بدراسة تأثير زيادة الحدائق المطيرة بمواد قادرة على التقاط أو تقليل الملوثات الكيميائية إلى مركبات غير خطرة.
وكثيرا ما تقع حدائق الأمطار بالقرب من أنبوب الصرف في سطح المبنى (مع خزانات لتصريف مياه الأمطار أو بدونها). وقد صممت معظم حدائق الأمطار لتكون نقطة نهاية للصرف مع القدرة على تقسيم كل المياه الواردة من خلال سلسلة من طبقات التربة أو الحصى تحت سطح الأرض.
يتركز التحدي الرئيسي لتصميم حدائق الأمطار على تقدير وحساب أنواع الملوثات والحمولات المقبولة من الملوثات التي يمكن لنظام ترشيح حديقة الأمطار التعامل معها خلال هطول الأامطار والعواصف. يكون هذا التحدي حادا بشكل خاص عندما يحدث المطر بعد فترة جفاف طويلة. وكثيرا ما تكون مياه العواصف الأولية ملوثة تلوثا شديدا بالملوثات المتراكمة الناجمة عن فترات الجفاف. كان مصممو حدائق الأمطار يركزون في السابق على إيجاد نباتات محلية قوية وتشجيع التزود بحيوية كافية، ولكنهم بدؤوا مؤخرا في زيادة طبقات الترشيح باستخدام الوسائط المناسبة على وجه التحديد للحد من تدفقات الملوثات القادمة كيميائيا.
إن حدائق الأمطار مفيدة لأسباب عديدة: تحسين جودة المياه عن طريق تصفية جريان المياه، وتمكن من السيطرة على الفيضانات، وتوفير مناظر جمالية جيدة للزراعة. أيضاً فهي تشجع الحياة البرية والتنوع البيولوجي، وتربط المباني وبيئاتها المحيطة بطرق جذابة ومفيدة بيئيا، وتوفر حلولا جزئية هامة للمشاكل البيئية الهامة التي تؤثر علينا جميعا.

## الخصائص

### التربة والتصريف
وعندما لا تكون تربة منطقة ما قابلة لحدوث تسرب بما يكفي للسماح للمياه بتصريف وتصفية التربة على نحو سليم، فإنه ينبغي استبدال التربة. ولابد أن يحتوي المزيج الجديد من التربة عادة على 60% من الرمل، و20% من السماد العضوي، و20% من التربة السطحية، وهناك اتجاه. ويجب إزالة التربة السابقة واستبدالها. ولا يمكن الجمع بين خليط التربة الرملية (الاستبقاء الحيوي) والتربة المحيطة به التي لا تحتوي على محتوى رملي مرتفع، لأن الجسيمات الطينية سوف تستقر بين الجسيمات الرملية وتشكل مادة شبيهة بالخرسانة، وفقا لدراسة أجريت في عام 1983.

## مشاريع

### أستراليا
ويعمل برنامج «راينجاردينز» للمياه المائية السليمة على الترويج لشكل بسيط وفعال من معالجة مياه الأمطار، ويهدف إلى رفع مستوى الوعي لدى الناس حول مدى إسهام الإدارة الجيدة لمياه الأمطار في المجاري المائية الصحية. ويشجع البرنامج المواطنين على بناء حدائق مطيرة في منازلهم، وقد حقق هدفه بناء 10 آلاف حديقة مطيرة في أنحاء ملبورن بحلول عام 2013.

### المملكة المتحدة
كلف مجلس منطقة «لنغتون بورو» خبراء استشاريين في مجال الصرف المستدام بتصميم حديقة أمطار نموذجية في منطقة «آشبي غروف» التي اكتملت في عام 2011. ويُغذّى هذا المبنى من منطقة عشوائية صغيرة نموذجية تجمع المياه من مساحة تبلغ 30 مترا مربعا، وهو مصمم لإظهار مدى بساطة حدائق الأمطار المحلية وفعاليتها من ناحية التكلفة. وأُنشئ جهاز للرصد في تصميم يسمح لجامعة ميدلسكس بمراقبة كميات المياه ونوعية المياه ومحتوى رطوبة التربة.